# Tinalan
Tinalan is een bestuurslaag in het regentschap Kediri van de provincie Oost-Java, Indonesië. Tinalan telt 5745 inwoners (volkstelling 2010).